# Physostigma
Genre
Physostigma est un genre de plantes à fleurs dicotylédones de la famille des Fabaceae (légumineuses), sous-famille des Faboideae, originaire d'Afrique, qui comprend cinq espèces acceptées.
Ce sont des plantes herbacées ou des sous-arbrisseaux au port dressé ou grimpant, aux feuilles trifoliées.
Ce genre contient notamment Physostigma venenosum, dont la graine, ou fève de Calabar, riche en alcaloïdes est très toxique. 
Les auteurs sont partagés en ce qui concerne la distinction d'autres espèces.[réf. nécessaire]

## Liste d'espèces
Selon The Plant List (17 décembre 2018) :
- Physostigma coriaceum Merxm.
- Physostigma cylindrospermum (Baker) Holmes
- Physostigma laxius Merxm.
- Physostigma mesoponticum Taub.
- Physostigma venenosum Balf.